# Vogtlandhütte
Die Vogtlandhütte ist eine Schutzhütte der Sektion Plauen-Vogtland des Deutschen Alpenvereins (DAV). Sie liegt im Vogtland in Deutschland. Es handelt sich um eine Selbstversorgerhütte ohne Bewirtschaftung.

## Geschichte
Die Sektion Plauen-Vogtland wurde am 1. Januar 1883 in Plauen als Sektion Plauen-Vogtland des Deutschen und Österreichischen Alpenvereins gegründet. In den Jahren 1997 bis 1999 wurde die ehemalige Thomas-Münzer-Baude bei Schöneck an der Bahnlinie zwischen Zwickau und Klingenthal grundlegend umgebaut und modernisiert. Danach konnte das Gebäude seiner neuen Bestimmung als Hütte der Sektion Plauen-Vogtland des DAV zugeführt werden. Die Sektion besitzt mit der Plauener Hütte in den Zillertaler Alpen eine weitere Hütte.

## Lage
Die Vogtlandhütte liegt auf 748 m ü. NHN im Naturpark Erzgebirge/Vogtland, die Vogtlandhütte befindet sich mitten in den Schönecker Wäldern in der Mittelgebirgslandschaft des Vogtlandes.

## Zustieg
Die Hütte kann mit dem Auto zum Be- und Entladen angefahren werden. Ein Auto kann während des Aufenthalts bei der Hütte geparkt werden. Im Winter ist sie wetterbedingt nur zu Fuß oder mit Skiern erreichbar.

## Hütten in der Nähe
- Greizer Erzgebirgshütte, Selbstversorgerhütte (603 m ü. NHN)[3]

## Tourenmöglichkeiten
- Barrierefreier Rundkurs von der Meilerhütte bis zur Talsperre Muldenberg und zurück, 7,4 km, 2 Std.
- Barrierefreier Wanderweg von Schöneck bis ins Zwotental, 4,2 km, 1 Std.
- Vogtlandhütte – Weg vom Parkplatz am Bahnhof Schöneck zur DAV Selbstversorgerhütte bei Schöneck, 4,5 km, 1 Std.
- Barrierefreie Wanderung um die Muldequelle, 3,8 km, 1,2 Std.
- Barrierefreier Wanderweg vom Bahnhof Schöneck zur Meilerhütte, 1,1 km, 0,2 Std.[4]

## Klettermöglichkeiten
- Klettergebiet Erzgebirge, Felsen 1 bis 20, bis zum 9. Schwierigkeitsgrad[5]

## Skitouren Langlauf
Im Winter besteht direkter Anschluss zur Kammloipe Schöneck-Johanngeorgenstadt und damit zu einem weit über 100 Kilometer ausgedehnten Loipen-System.

## Karten
- Naturpark Erzgebirge/Vogtland: Naturparkkarte / Wanderkarte 1:25.000 (NP25 Blatt 1/2) ISBN 978-3-89679-337-9
- Naturpark Erzgebirge/Vogtland. Naturparkkarte 1:25.000, NP25 Doppelblatt 3/4, Westerzgebirge: Eibenstock, Carlsfeld, Schwarzenberg, Geyer, Scheibenberg, Annaberg-Buchholz, Oberwiesenthal ISBN 978-3-89679-251-8